# Сепия
Се́пия (лат. sepia от др.-греч. σηπία — каракатица):

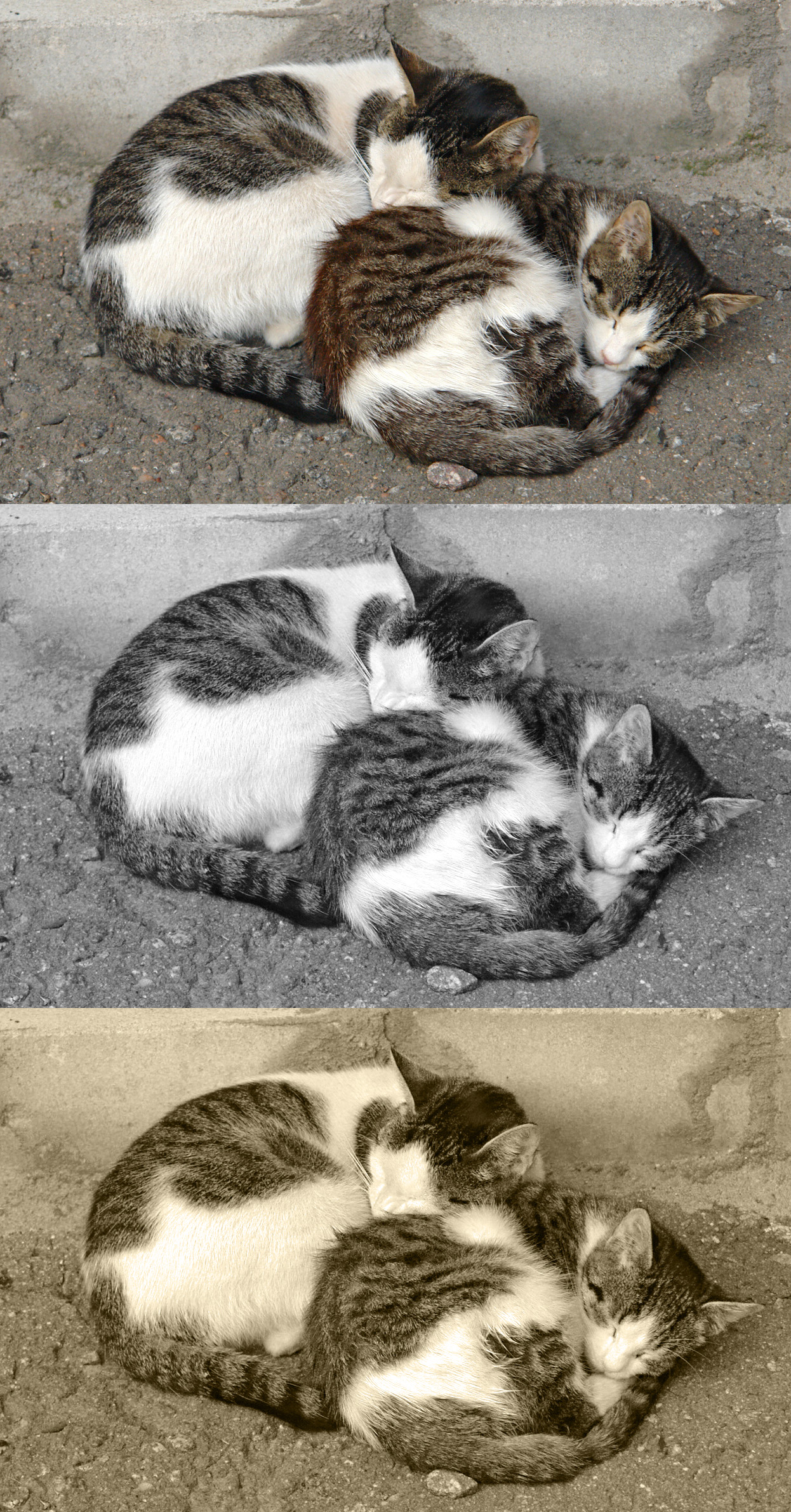
Пример фотографии с имитацией обработки сепией (верх — оригинал, середина — ч/б, низ — сепия)

- светло-коричневое красящее вещество;
- оттенок коричневого цвета;
- цвет, присущий старым монохромным фотографиям; имитация такой фотографии.

## Сепия — краска

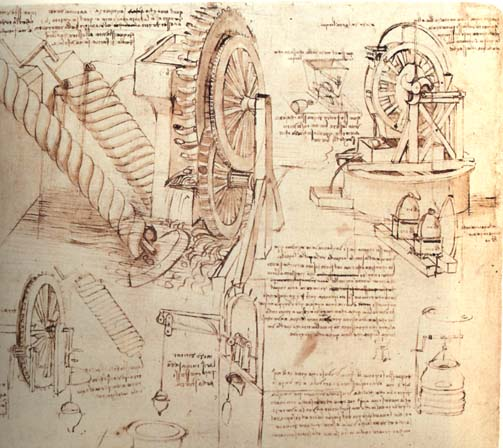
Леонардо да Винчи использовал сепию для письма, рисования и черчения

Натуральная сепия изготавливалась из так называемого чернильного мешка морских моллюсков — каракатицы, кальмара.
Происходит из Ла-Манша и Средиземноморья. Современная сепия привозится из Шри-Ланки. Сепия имеет очень большую интенсивность цвета (окрашивающую способность). Секрет одной каракатицы способен окрасить и сделать непрозрачным большой объём воды в течение нескольких секунд.
Для приготовления сепии чернильные сумки головоногих высушиваются, мелко перетираются, и порошок кипятится в растворе щёлока. С помощью соляной кислоты краситель осаждают, отмывают водой и сушат при низкой температуре. Затем он тщательно перетирается с гуммиарабиком и в виде лепёшек поступает в продажу.
Сепия представляет собой сложное азотсодержащее вещество с отчётливым рыбным запахом. Растворима в щелочах и осаждается из щелочного раствора кислотами. Цвет свежей сепии почти чёрный, но через некоторое время становится красно-коричневым.
Использовалась европейскими художниками с середины XVIII века в виде акварельного пигмента и чернил для рисования пером и кистью. Также сепией называется вид графической техники, использующей оттенки коричневого, получившей распространение в Европе с середины XVIII века (О. Фрагонар во Франции и другие).
В XX веке сепия, многообразная по цветовым оттенкам краска акварельного типа, приготовляется искусственным путём. Искусственная сепия менее стойкая, чем натуральная. В ИК-области довольно непрозрачна.

## Сепия вфотографии
Натуральная сепия в фотографии не применяется. Под этим термином подразумевают коричневатые изображения, получаемые при обработке готовых чёрно-белых фотографий сульфидами или иными легко выделяющими серу реагентами при доступе воздуха. При этом высокодисперсное металлическое серебро, формирующее изображение, превращается в сульфид, придающий фотографиям соответствующий цвет. 
4Ag + 2S²⁻ + 2H₂O + O₂ → 2Ag₂S + 4OH⁻
Кроме чисто эстетического эффекта, сепирование позволяет сделать фотографии более долговечными, предотвращает их выцветание.